# Festival Pause Guitare
 (mars 2022).
Si vous disposez d'ouvrages ou d'articles de référence ou si vous connaissez des sites web de qualité traitant du thème abordé ici, merci de compléter l'article en donnant les références utiles à sa vérifiabilité et en les liant à la section « Notes et références ».
Le festival Pause Guitare est un festival de musique français qui se tient à Albi durant la première quinzaine de juillet au pied de la cathédrale Sainte-Cécile jusqu'en 2011 et dans le grand parc de Pratgraussals depuis l'édition 2012.
Il est organisé par l’association albigeoise Arpèges et Trémolos et réunit chaque année près de 60 000 festivaliers (jusqu'à 110 000 en 2012).

## Historique
Le festival Pause Guitare naît dans un petit village tarnais en 1997 (Monestiés) et s’affirme comme étant un festival éclectique et pointu. À ses débuts, le festival accueille des guitaristes classiques qui jouent devant un public de 150 personnes. En 2019, il compte 1 300 bénévoles et accueille 84 000 festivaliers. En raison de cette forte affluence, le festival se déroule alors dans le centre historique d'Albi, au pied de la cathédrale Sainte-Cécile, puis à partir de 2012, sur le site de Pratgraussals : poumon vert au cœur de la ville.
Depuis ses débuts, le festival propose une programmation axée sur la chanson francophone inspirée de la musique tzigane, avec une pointe internationale pour chaque édition: Sting, Jean-Louis Aubert, M, Catherine Ringer, Izia, Hugues Aufray, Patrick Bruel, Johnny Clegg, Hubert-Félix Thiéfaine, Richard Bohringer, Louis Chedid, Louis Bertignac, Souad Massi, Camille, Tryo, Caravan Palace, Ayọ, Bénabar, Cali, Miossec, Psy 4 de la Rime, Les Cowboys Fringants…
De plus, le festival s’investit dans le développement soutenable par de nombreuses actions en faveur de l’environnement : gobelets réutilisables, toilettes sèches, compensation carbone en replantant des arbres.
Le festival est membre de Fédéchanson (d) , association regroupant les acteurs du monde de la chanson francophone.
En 2022, le Festival Pause Guitare a signé un partenariat avec le  Castres olympique, club de rugby en Top 14, afin de promouvoir la manifestation musicale dans le Tarn en offrant des billets à tarifs réduits, etc.

## Programmation

### 1999
- Les Cosmopaulettes
- Graeme Allwright[4]
- Ganzua Trio
- Neneu Liberlquino
- Juan Carmona
- Angelo Debarre
- Florin Nicolescu
- Gilbert Clamens
- Jeff Zima
- Queen

### 2000
- Erick Manana
- Georges Moustaki
- Nicolas Cassagneau
- John Renbourn
- Calvin Russell
- Qiu Xia He
- Annie-Flore Batchiellilys
- Dorado et Tchavolo Schmitt
- Christophe Lartilleux
- Antonio Licusati
- Max Robin
- Sylvain Luc

### 2001
- Yves Uzureau
- Jacques Higelin
- Latcho Drom
- Titi Robin
- Lukua Kanza
- Maxime Le Forestier
- Laurent Vivet
- Denis Abbate
- Didier Burlier

### 2002
- Zaragraf
- Charlélie Couture
- Serge Lopez
- AJT Guitare Trio
- Bernard Lavilliers
- Leni Escudero
- Sanseverino
- Tito Puente
- Christophe Neuhauser
- Serge Di Mosole
- Hôtel du littoral
- Pascal Bicrel
- Mammouth King Blues

### 2003
- Karpatt
- Autour du Blues
- Mathieu Boogaerts
- Souad Massi
- Bénabar
- Les Ogres de Barback et La Fanfare du Belgistan
- Christophe
- Yves Jamait
- Johnny Clegg
- Axé Swing
- Valérie Duchateau
- Jo Vurchio et Toninho Ramos
- Samengo

### 2004
- Cali
- Fabulous Trobadors
- Têtes Raides
- Fred
- Murray Head
- Paul Personne
- Gavroche
- Robert Charlebois
- Thomas Fersen
- Henri Tachan
- Pierre Perret
- Hyperclean
- Handful of Blues
- Svensson
- Curcuma

### 2005
- Florent Marchet
- Camille
- Vincent Delerm
- Liliken
- Georges Chelon
- Magyd Cherfi
- Debout sur le Zinc
- Mano Solo
- Daphné
- Anis
- Mell
- Richard Bohringer
- Louis Chedid
- Hubert-Félix Thiéfaine
- Que de la bouche
- L'Air de rien
- Allain Leprest
- Hugues Aufray
- Samy the fish
- David Lafore
- Bombes 2 Bal
- Rodolphe Testut
- Nicolas Toniutti

### 2006
- Clarika
- Da Silva
- Ben Ricour
- Louis Bertignac
- Aldebert
- Mes souliers sont rouges
- Lili Cros
- Pauline Croze
- Agnès Bihl
- Romain Didier
- Olivia Ruiz
- Juliette
- Les Wriggles
- Coco Gimbaud
- Marie Cherrier
- Les Mauvaises Langues
- Marie-Jo Thério
- Alain Chamfort
- Steve Waring
- Benoît Mardon
- Les ptits T’hommes
- PRISCA
- Boudu les cop’s
- En attendant Fred
- Naviol

### 2007
- Pierre Guimard
- Mademoiselle K
- Zazie
- Thibault Couturier
- Renan Luce
- Khod Breaker
- Psy 4 De La Rime
- Thomas Dutronc
- Michel Jonasz
- Sanseverino
- Loïc Lantoine
- Dan Ar Braz
- Gilles Servat
- Leni Escudero
- Michel Delpech
- Michel Fugain
- Vibrion
- Dick Annegarn
- Miossec
- Monsieur Chouf
- Les Charettes
- L’Opium du Peuple
- Olivier l’Hote
- L’Herbe Folle
- Marine de Sola
- Arno
- Jacques Higelin
- Zoé
- Claire Diterzi
- Beautés vulgaires
- Raoul Petite

### 2008
- Monsieur Roux
- Rose
- Hocus Pocus
- Java
- Yvan Cujinous
- Julos Beaucarne
- Yves Simon
- Adamo
- Fred
- Luke
- Imbert Imbert
- David Sire
- Stephan Eicher
- Goran Bregovic
- Bob Brozman
- Vicente Pradal
- Nilda Fernández
- Monsieur Tristan
- Kestekop
- Manu Galure
- Paul Personne et Hubert-Félix Thiéfaine
- Les Blérots de R.A.V.E.L.
- Rue Rouge
- Delinquante
- Guillaume Barraband
- Fréderic Blanchard
- Véronique Pestel
- Gildas Thomas
- Sarcloret

### 2009
- Anaïs
- Planète Nougaro
- Arthur H
- Juliette
- La Fouine
- Morice Benin
- Flow
- Caravan Palace
- Les Ogres de Barback
- Tryo
- Mark Céan
- Yves Duteil
- No Bleu
- Alain Sourigues
- La Casa
- Izia
- Julien Doré
- Ayọ
- Gildas Thomas
- David Sire
- Saule
- Amélie les crayons
- Toulouse AOC
- Manu Galure
- Debout sur le Zinc
- Bénabar
- Talihn
- Zaza Fournier
- Claire Denamur
- K
- Joan Pau Verdier
- Les Narvalos
- KKC orchestra
- Dirty Fonzy
- Cherguy Start
- Soleado
- Memory Jazz Band

### 2010
- Vanessa Paradis
- Albin de la Simone
- Hugh Coltman
- Lo'jo
- Alima & Lone Kent
- Cats on trees
- Renan Luce
- Cœur de pirate
- Olivia Ruiz
- Soan
- Roland Dyens
- Nicolas Toniutti
- Olivier Spénale Duo
- Récréation Nougaro
- Patti Smith
- Jacques Higelin
- MiCkey [3d]
- Brigitte Fontaine
- Georges Chelon
- Garance
- Éric Lareine
- Toufo
- Pony Pony Run Run
- Revolver
- Ghinzu
- Archive
- Allain Leprest
- Yoanna
- Melissmell

### 2011
- Ibrahim Maalouf
- Raul Paz
- Tiken Jah Fakoly
- Bernard Lavilliers
- Camelia Jordana
- Katerine
- Gaëtan Roussel
- Cali
- I'm from Barcelona
- Zaz
- Joe Cocker
- Lilly Wood & the Prick
- Cocoon
- AaRON
- Ben l'Oncle Soul
- As de Trêfle
- Richard Gotainer
- Sarah Olivier
- Dimoné
- Zedrus
- Volo
- Wally
- Cyril Mokaiesh
- Damien Robitaille
- Richard Desjardins
- Pauvre Martin
- Presque Oui
- Nicolas Peyrac
- Marie Sigal
- Talihn
- Bulle de vers
- KKc orchestra
- Arthur Ferrari
- Et d'autres nombreux artistes en scènes ouvertes[5]...

### 2012
- Roger Hodgson
- Benabar
- Thomas Dutronc
- Imany
- Sting
- Catherine Ringer
- Needtobreathe
- Jean-Louis Aubert
- Izia
- Caravan Palace
- La Grande Sophie
- Camille
- Brigitte
- Barcella
- Orelsan
- Don Rimini
- 1995
- Laurent Voulzy
- Carmen Maria Vega
- Tchéky Karyo
- Jérôme Minière
- Alexandre Poulain
- Joffroi
- Les Grandes Bouches
- Olivier Gil
- Weepers Circus
- Chloé Lacasse
- Caiman Fu
- Adamus
- Mary*
- Karim Gharbi
- Bulle de vers
- Les trompettasses sisters
- Grosso Modo
- Kuvamazout
- Délinquante
- The wild
- Dyade
- The Flyin’ Muffins
- Samengo
- Azad lab
- La seconde méthode
- Billy Hornett
- The Giants Robots
- MC2
- Apoken Shodan
- The Gabelt
- Huba Samba
- Rufus Bellefleur
- Fills Monkey
- New Garden

2012 marque l'inauguration de la nouvelle scène de concert de Pratgraussals.

### 2013
Sont présents :
- Sexion d'Assaut.
- Iggy and The Stooges
- Alexis HK
- Batpointg
- Les Cowboys Fringants
- BB Brunes
- Benjamin Biolay
- Colline Hill
- Crosby, Stills and Nash
- Lorain Félix
- Martin Solveig
- Mika
- Oxmo Puccino
- Patrick Bruel
- Peter Doherty
- Raphaël
- Tété
- Yves Jamait[6],[7].

### 2014
- Aldebert
- Ayo
- Christophe
- Christophe Maé
- Détroit
- Emilie Plaitin
- Ezza
- Fauve
- Jesers
- KKC Orchestra
- Louis Chedid
- M
- Manon Tanguy
- Moran
- Pierre Lapointe
- Pierre Lebelage
- Skip the Use
- The Florentines
- The John Butler Trio
- The Wild
- Yann Péreau
- Yodelice
- Youssoupha
- Zaz

### 2015
- Angus
- Asaf Avidan
- Bjorn Berge
- Bob Dylan
- Bratsch
- Cali
- Calogero
- Charlie Winston
- Étienne Daho
- Fréro Delavega
- Hindi Zahra
- Hugues Aufray
- Irma
- Julia Stone
- Malicorne
- Moriarty The Band
- Shaka Ponk
- Soprano
- Status Quo
- Yannick Noah
- Zachary Richard

### 2016
- Joan Baez
- Dionysos
- Elton John
- Francis Cabrel
- Kendji Girac
- Louane
- Louise Attaque
- Michel Fugain
- Mika
- Sanseverino
- Vianney
- Boulevard des airs
- William Sheller

### 2017
- Art Mengo
- Christophe Maé
- Cocoon
- Fefe
- LEJ
- Les Insus
- Lo'Jo & Mesparrow
- M.Pokora
- Olivia Ruiz
- Radio Elvis
- Renaud
- Salvatore Adamo
- Slimane
- Soprano
- VALD
- Vincent Delerm
- Vianney
- ZZ Top

### 2018
- Aldebert
- Amir
- Arcadian
- Barcella
- Bernard Lavilliers
- Caravane
- Carlos Santana
- Catherine Ringer
- Cats on Trees
- Claudio Capéo
- Deep Purple
- Gauvain Sers
- Imany
- James Blunt
- Juliette
- Matmatah
- Parov Stelar
- Plasticiens Volants
- Samuele
- Suprême NTM
- Texas
- Wally[8].

### 2019
- Ben Harper & The Innocent Criminals
- Boulevard des airs
- Eddy de Pretto
- Garbage
- IAM
- Matthieu Chedid
- Scorpions
- Shaka Ponk
- Soprano
- Toto
- Trois Cafés Gourmands
- Zazie
- Hyphen Hyphen
- Procol Harum
- GET7 Brass Band
- Les Hôtesses d'Hilaire
- Matthieu Chedid[9].

### 2021
- 47TER
- Alain Souchon
- Berywam
- Catherine Ringer Chante les Rita Mitsouko
- Christophe Maé
- Dionysos
- Feu! Chatterton
- Francis Cabrel
- Grand Corps Malade
- Hervé
- Jean-Louis Aubert
- Julien Clerc
- Les Frangines
- Patrick Bruel
- Philippe Katerine
- Pomme
- Soprano
- Tryo
- Vianney

### 2022
- Angèle
- Ayọ
- Bob Sinclar
- Clara Luciani
- Gaël Faye
- Gojira
- Julien Doré
- Juliette Armanet
- Lujipeka
- Luv'
- -M-
- Marc Rebillet
- Meute
- Mika
- Ninho - Annulé
- Orelsan
- Pedro Winter
- Polo & Pan
- Roméo Elvis
- Zeal and Ardor

### 2023
- Shaka Ponk
- Queens of the Stone Age
- Billy Gibbons Feat. John Douglas & Austin Hanks
- Ange
- Lomepal
- Bigflo et Oli
- Jain
- Hervé
- Ibrahim Maalouf Annulé
- Michel Polnareff Annulé
- Adé
- Deluxe Annulé
- Indochine
- Cali
- Coach Party